# Usage des majuscules en français
L’usage des majuscules en français est encadré par des conventions orthographiques et typographiques. Le non-respect de celles-ci, par l'usage incorrect d'une minuscule ou d'une majuscule, constitue une faute d'orthographe. Pour certains auteurs, qui font la différence entre capitale et majuscule, celle-ci n'est pas régie par ces conventions.
En français, une majuscule est un repère visuel qui facilite la lecture d'un texte.

## Règles générales

### Principes
Traditionnellement, la majuscule est réservée à la première lettre d'un mot, sauf dans le cas de noms composés (Pays-Bas, le Très-Haut).
Si la première lettre est ligaturée, alors toute la ligature est en capitale (Œuvre).
Le fait que la première lettre d'un mot soit une majuscule ou une minuscule dépend de la nature du mot et de sa place dans la phrase ou dans le texte.

### Accentuation des capitales

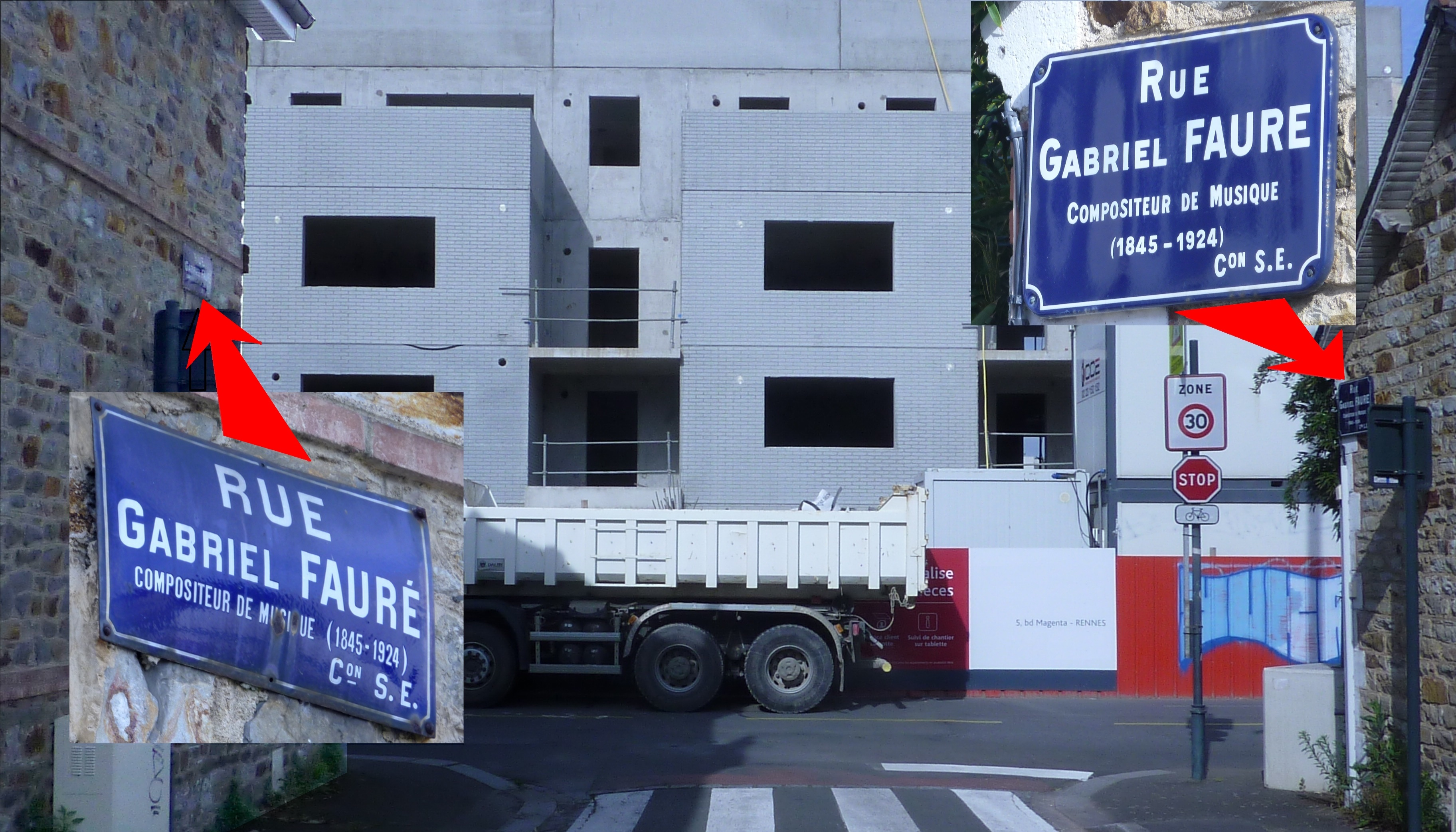
Rue Gabriel Fauré ou Gabriel Faure.

En français, selon l'avis de l'Académie française, « l'accent a pleine valeur orthographique ». L'institution recommande donc l'usage d'accent ou tréma sur une majuscule, tout comme l'utilisation de la cédille et de la ligature. Si beaucoup de publications écrivent les majuscules (comme les capitales) avec les accents et autres signes diacritiques, au même titre que les minuscules, nombre d'éditeurs (Grasset, Actes Sud, etc.), d'organes de presse (Le Monde, Libération, etc.) ou de services officiels (le Journal officiel de la République française) s'en dispensent en suivant la tradition typographique (cf. ci-dessous). Par exemple : État s'écrit Etat dans certaines publications françaises.
Au Québec, « on doit mettre tous les accents et tous les signes diacritiques sur les capitales, excepté sur les sigles et les acronymes quand ils sont écrits en capitales ». Selon l'édition 2015 du Guide du typographe : « Traditionnellement, en Suisse romande notamment, l'initiale capitale d'un mot composé en minuscules n'était pas accentuée (Emile). Il en était de même d'une majuscule isolée (A ce moment-là) ».
Les signes diacritiques et ligatures restent reproduits par les éditeurs de publications académiques et dictionnaires.

#### Historique
La pratique de l'accentuation a évolué dans la langue française. Elle existe à la fin du Moyen Âge et se normalise tardivement. Dès les débuts de l'imprimerie, les imprimeurs s'efforcent de graver et reproduire les signes diacritiques tels qu'ils apparaissent dans les manuscrits. La bible de Gutenberg les reproduit déjà et la question est réglée dès les années 1470 pour les alphabets plus compliqués comme l'alphabet grec.
La pratique tendant à ne pas indiquer les accents sur les majuscules et les capitales trouve sa source dans l'utilisation de caractères de plomb à taille fixe en imprimerie. La hauteur d'une capitale accentuée étant supérieure, la solution était alors soit de graver des caractères spéciaux pour les capitales accentuées en diminuant la hauteur de la lettre, soit de mettre l'accent après la lettre, soit simplement de ne pas mettre l'accent. Les machines à composer étant d'origine anglo-saxonne (Monotype, Linotype), il n'était pas prévu de mettre des accents aux capitales. En composition manuelle, il existait des capitales accentuées avec un accent en crénage débordant du corps du caractère. Il existait aussi – dans les gros corps – des « accents postiches » qui pouvaient être placés, dans l'interligne, au-dessus des capitales.

#### Claviers physiques et logiciels en informatique
Les systèmes informatiques et certains claviers d’usage national laissent subsister des problèmes. Par exemple, pour la disposition de clavier AZERTY fourni avec Microsoft Windows pour la France, l’accent aigu est associé à sa lettre (é) et n’a pas, comme l’accent grave, de touche morte. La raison est que pour cette disposition de clavier, les touches mortes ‹ accent grave › et ‹ tilde › ont été ajoutées par détournement de caractères informatiques ; or, aux débuts de l’informatique, le caractère associé à l’accent aigu était le guillemet simple générique « ' », utilisé pour représenter l’apostrophe en français. Dans cette disposition de clavier sous Windows, l’« É » ne peut être saisi qu’à l’aide du pavé numérique ; Alt+144, ou Alt+0201. D’autres solutions, comme la table des caractères et le clavier virtuel, sont accessibles dans le système ou dans certains logiciels tels Microsoft Keyboard Layout Creator ou Portable Keyboard Layout permettant un fonctionnement des touches en surcouche, indépendamment du pilote Windows déjà installé. Un raccourci clavier est présent dans Microsoft Word : Ctrl+', E. Avec un clavier sous GNU/Linux ou avec un clavier Macintosh, l’« É » est accessible par Maj + AltGr + é, et pendant que les capitales sont verrouillées.
| À | Â               | Æ               | Ç          | È                     | É                      | Ê                     |
| --- | --------------- | --------------- | ---------- | --------------------- | ---------------------- | --------------------- |
| Sous GNU/Linux (pour une configuration sous Debian Strech, avec sélection du clavier français (variante)). |                 |                 |            |                       |                        |                       |
| Maj + à | Maj + AltGr + z | Maj + AltGr + a | Maj + ç    | Maj + è               | Maj + é                | Maj + AltGr + r       |
| Sous Macintosh                                                                                             |                 |                 |            |                       |                        |                       |
| `, Maj + a                                                                                                 | ^, Maj + a      | Alt + Maj + a   | Alt + ç    | `, Maj + e            | Maj + Alt + &, Maj + e | ^, Maj + e            |
| Sous Microsoft Windows                                                                                     |                 |                 |            |                       |                        |                       |
| Alt + 0192 `, Maj + a                                                                                      | ^, Maj + a      | Alt + 0198      | Alt + 0199 | Alt + 0200 `, Maj + e | Alt + 0201             | Alt + 0202 ^, Maj + e |

| Ë | Ï               | Î                     | Ô                     | Œ               | Ù                     | Ÿ                     |
| --- | --------------- | --------------------- | --------------------- | --------------- | --------------------- | --------------------- |
| Sous GNU/Linux (pour une configuration sous Debian Strech, avec sélection du clavier français (variante)). |                 |                       |                       |                 |                       |                       |
| Maj + AltGr+d                                                                                              | Maj + AltGr + k | Maj + AltGr + i       | Maj + AltGr + p       | Maj + AltGr + o | Maj + AltGr + ù       | Maj + AltGr + y       |
| Sous Macintosh                                                                                             |                 |                       |                       |                 |                       |                       |
| ¨, Maj + e                                                                                                 | ¨, Maj + i      | ^, Maj + i            | ^, Maj + o            | Alt + Maj + o   | Alt + ù               | ¨, Maj + y            |
| Sous Microsoft Windows                                                                                     |                 |                       |                       |                 |                       |                       |
| Alt + 0203 ¨, Maj + e                                                                                      | ¨, Maj + i      | Alt + 0206 ^, Maj + i | Alt + 0212 ^, Maj + o | Alt + 0140      | Alt + 0217 `, Maj + u | Alt + 0159 ¨, Maj + y |

Si la touche morte pour l’accent aigu n’existe pas sur le clavier AZERTY français, elle est en revanche présente sur le clavier AZERTY belge, le clavier QWERTY canadien et le clavier QWERTZ suisse. Le clavier « canadien français » a des touches mortes pour tous les accents ainsi que la capitale de l’É en Maj de sa minuscule. Le seul pilote de clavier fourni par Microsoft avec Windows qui permette d’écrire directement en français (y compris les ligatures) est le clavier canadien multilingue standard, de type QWERTY. Dans l'environnement X Window (utilisé par GNU/Linux, BSD et autres systèmes apparentés à Unix), l'utilisation de la touche de composition permet l'obtention des majuscules accentuées. Sur Macintosh, la touche alt permet les accents et ligatures du français et quelques diacritiques ou lettres spéciales d'autres langues (ø, æ, ß).
D'autre part, la disposition bépo permet de produire tous les caractères de la langue française (y compris les ligatures e dans l’o et e dans l’a, et les guillemets français « … »). Il possède en particulier les lettres É, È, À, Ç (et Ê pour les claviers de 105 touches) en accès direct.

## Attribution de la majuscule en fonction de la place du mot
Les majuscules s'utilisent :
- au premier mot d'un texte ;
- au premier mot d'un alinéa : c'est notamment traditionnellement le cas en poésie au début de chaque vers ; dans le cas d'une phrase divisée en alinéas, cette règle n'est plus toujours respectée aujourd'hui ;
- au premier mot suivant un point (également après le point d'interrogation, le point d'exclamation et les points de suspension, uniquement quand ils équivalent à un point, c'est-à-dire qu'ils achèvent la phrase[11], sauf après un point abréviatif ;
- au premier mot d'une phrase citée, sauf si la citation est intégrée dans une autre phrase, notamment si elle ne forme pas grammaticalement une phrase, une minuscule étant alors utilisée[12].

Quand la majuscule est due à la place du mot, elle ne se place qu'à la première lettre d'un nom composé dont les éléments sont reliés par des traits d'union. Exemple : « Avant-hier, je me suis couché tard. »

## Attribution de la majuscule en fonction de la nature du mot

### Règles générales d'attribution
Les majuscules s'utilisent :
- pour les noms propres de personnes (Jean Dupont, le marquis de Sade), d'institutions (la Comédie-Française), de navires (le Tonnant), de marques commerciales et de modèles d'objets (la Caravelle, la Coccinelle), de lieux (Berlin, le mont Blanc, océan Atlantique, les Tropiques), d'objets astronomiques (la Terre, la Voie lactée, Mars), de périodes (le Pliocène, le Carême, la Restauration), des idées divinisées (la Fortune, la Liberté) ;
- pour les surnoms (Jack l'Éventreur, l'Étrangleur de Boston) ;
- pour indiquer le sens particulier d'un mot (état et État, la toile et la Toile (le web)) ;
- pour certains mots comme marque de déférence (ainsi, certains auteurs mettent la majuscule aux possessifs et aux pronoms personnels se rapportant à Dieu[13]) ;
- pour les noms des objets étudiés dans la terminologie scientifique ;
- pour distinguer des unités lexicales constituées d'une seule lettre[14].

Quand la majuscule est due à la nature du mot, elle se place à la première lettre d'un nom composé dont les éléments sont reliés par des traits d'union, ainsi qu'aux premières lettres de tous les substantifs, adjectifs et verbes formant ce nom composé. Exemples : le Très-Haut, les Pays-Bas, la Grande-Bretagne, Saint-Jacques-de-Compostelle ou la rue du Cherche-Midi.

### Règles particulières d'attribution

#### Antonomases

##### De nom propre
Certains noms propres sont devenus des noms commun, par un processus d'antonomase. Dans ce cas, ils perdent la majuscule, sauf si le rapport avec la valeur primitive est toujours perceptible. Ainsi, les appellations génériques de certains vins ou fromages sont des noms communs, alors qu'elles viennent de noms de région ou de ville. Par exemple, on écrit un bordeaux pour désigner un vin de Bordeaux et un cantal pour désigner un fromage du Cantal. Des noms de personnes sont également touchés par le phénomène de l'antonomase : un browning désigne une arme inventée par Browning. En revanche, on écrit un Van Dyck pour un tableau peint par Van Dyck.

##### De nom commun
Le procédé d’antonomase inverse consiste à transformer un nom commun en un nom propre pour désigner une réalité ou une personne en particulier, et non plus seulement la chose générale définie par le nom commun. Ce nom propre, mis à la place de ce qu'il désigne dans la phrase, peut être composé (voir ci-dessous les règles qui leur sont propres). Le mot prend alors la valeur d’un nom propre, y compris pour l'usage de la majuscule. C’est, par exemple, le cas de « État » et « Homme ».
Un « état » est une manière d’être. L’autorité qui gouverne un territoire est l’« État ». En revanche, le mot « états » au sens d'« assemblée provinciale chargée de voter l'impôt en dehors des pays d'élection » garde une minuscule (les états de Bourgogne, les états du Languedoc) :
- l'État français ;
- un coup d'État[16] ;
- une voiture en bon état.

En science, on met une majuscule à « homme » lorsque celui-ci désigne l’ensemble du genre Homo, mammifère de l’ordre des Primates :
- l’homme de Cro-Magnon ;
- les droits de l’homme ne concernent qu’une partie du genre Homo ;
- les origines de l’Homme désignent les origines du genre Homo[18].

Autres exemples :
- le Général (désignant le général Charles de Gaulle ou le général de Gaulle) ;
- la Pucelle (désignant Jeanne d'Arc) ;
- l'Empereur (désignant Napoléon Bonaparte) ;
- l'Élysée (désignant la résidence du président de la République française) ;
- Monsieur, frère du roi, appellation donnée à l'aîné des frères puînés du roi de France, du XVIe au XIXe siècle (avec majuscule)
- monsieur le Prince (désignant Henri-Jules de Bourbon-Condé, prince de Condé) ;
- monsieur le Duc (désignant le duc d'Enghien, fils aîné du prince de Condé) ;
- monsieur le Grand (désignant le grand écuyer, grand officier de la couronne responsable des grandes écuries) ;
- monsieur le Premier (désignant le premier écuyer, grand officier de la couronne responsable des petites écuries).

Au théâtre ou à l'opéra, lorsqu'un protagoniste n'est pas désigné par son nom et n'est connu que par sa fonction, et si celle-ci désigne une personne unique dans la distribution, elle prend la majuscule, par exemple le Jardinier, le Soldat, la Fée, à comparer à un garde, une fée.

#### Noms composés
La majuscule est utilisée pour le premier mot d'un nom composé comme le requiert la règle générale et pour les mots qui, à l’intérieur d’un nom composé, requièrent en eux-mêmes la majuscule :
- Afrique du Sud ;
- Stade français Paris rugby ;
- Section française de l’Internationale ouvrière (SFIO), parce que l’expression Internationale ouvrière employée seule requiert une majuscule ;
- Organisation des Nations unies (« Nation » ayant ici en fait le sens de « État »).

L'adjectif d'un nom composé ne prend de majuscule que dans les cas suivants :
- s’il est placé devant le mot qu’il détermine et que ce dernier porte une majuscule :
  - le Nouveau Testament,
  - Le Vilain Petit Canard ;
- s’il est lié par un trait d’union au mot qu’il qualifie, auquel cas il constitue en réalité une seule unité lexicale, et que ce mot porte une majuscule :
  - le massif du Mont-Blanc ;
- s’il est le seul élément de caractérisation d’un nom de lieu unique (éléments géographiques, hydrographiques, monuments, etc.) :

- aiguille (mont) : l’aiguille Verte ;
- autoroute : l’autoroute Blanche ;
- cap : le cap Corse, le cap Vert ;
- champs : les champs Catalauniques ;
- chapelle : la chapelle Sixtine ;
- causse : le causse Noir ;
- colonne : la colonne Trajane ;
- cordillère : la cordillère Cantabrique ;
- désert : le désert Libyque ;
- fleuve : le fleuve Jaune, le fleuve Rouge ;
- golfe : le golfe Persique ;
- île : l’île Longue, les îles Britanniques ;
- lac : le lac Majeur, le lac Supérieur ;
- mer : la mer Cantabrique, la mer Morte ;
- mont, montagne : le mont Blanc, les monts Cantabriques, la montagne Pelée, les montagnes Rocheuses ;
- océan : l’océan Indien ;
- ordre (de chevalerie) : l’ordre Teutonique ;
- péninsule : la péninsule Ibérique,, ;
- pertuis : le pertuis Breton ;
- pont : le pont Neuf ;
- place : la place Ducale, la place Rouge ;
- rivière : la rivière Rouge, la rivière Salée ;
- roche, rocher : la roche Tarpéienne ; le rocher Percé ;
- rue : la rue Blanche, la rue Haute ;
- tour : la tour Initiale ;
- voie : la voie Appienne.

Cette convention souffre des exceptions :
- massif : le Massif armoricain et le Massif central ;
- bassin : le Bassin parisien, le Bassin aquitain, mais le bassin d'Aquitaine ;
- bocage : le Bocage normand ;
- cordillère : la Cordillère Centrale, mais la cordillère des Andes ;
- côtes : les Côtes lorraines ;
- pays : le Pays basque ;
- plateau : le Plateau central ;
- région : la Région parisienne (région économique), mais la région parisienne (région de Paris).

Elle suit les différences entre les conventions sur les noms composés. Par exemple, en Suisse romande, l’usage est de lier par un trait d’union l'adjectif aux mots « mont, aiguille, bec, cime, dent, pierre, pointe, rocher, tête, tour » alors qu'en France, l'usage est de ne pas utiliser le trait d'union. Ces usages donnent, par exemple :
- le Mont-Blanc, en français de Suisse romande[19] ;
- le mont Blanc, en français de France.

#### Institutions et organismes d'État
(avril 2017).
Il existe plusieurs conventions d'usage des majuscules pour les noms des institutions françaises.
Dans la plupart des ouvrages scientifiques, ces noms s’écrivent soit sans majuscule pour les institutions qui ne sont pas uniques, soit avec une majuscule au premier mot de l’entité pour les institutions qui ont un caractère unique :
- le conseil régional de Bretagne, parce qu'il existe un conseil régional dans chaque région ;
- la cour d'appel de Paris, parce qu'il existe plusieurs cours d’appel ;
- la Cour de cassation, parce qu'il n’en existe qu’une ;
- le Conseil d’État, le Sénat ou la Bourse, quand il s’agit de celui, unique, propre à un pays.

Le Journal officiel de la République française (JORF) utilise peu de majuscules : « directeur » et non « Directeur » (mais « Direction », « Premier ministre », « Conseil d'Etat », « Haute Autorité… », « Haut Conseil… », etc.) et écrit le titre d'un ministre ou le nom d'un ministère entièrement en minuscules : « ministre des affaires étrangères et du développement international », « ministère de la défense » (écrit « Etat » avec une majuscule non accentuée, contrairement aux règles de la langue), au contraire du portail du Gouvernement, qui met une voire plusieurs majuscules : « secrétaire d’État chargé des Anciens Combattants et de la Mémoire, auprès du ministre de la Défense », « ministre des Affaires étrangères et du Développement international ».
Un moyen couramment utilisé dans la presse est de faire suivre de telles appellations par leur sigle entre parenthèses afin d’en marquer la fin : « le Parti socialiste (PS), la Banque centrale européenne (BCE), la Société nationale des chemins de fer français (SNCF), l’Union européenne (UE) ».
Ces conventions ne sont pas suivies par tous les éditeurs. L’usage commercial consiste à mettre une majuscule sur chaque mot autre qu'un mot de liaison.

#### Marques commerciales
L'usage des majuscules pour les noms de marques commerciales qui ne sont pas utilisées comme noms communs est celui des noms propres.
Il en est de même pour les noms de sociétés, de compagnies, de clubs, de firmes, d'associations (commerciales, industrielles, sportives, etc.)
Pour les marques utilisées comme nom commun, cet usage n'est pas une règle. C'est par exemple le cas de Kleenex, Klaxon, Frigidaire, Frigo, Scotch ou Rimmel lorsqu'ils font référence à « mouchoir en papier », « avertisseur », « réfrigérateur », « ruban adhésif » et « fard à cils ». En effet, l'usage de la majuscule se retrouve dans les dictionnaires Larousse et Universalis, dans Le Ramat de la typographie (québécois) et dans le Lexique alors qu'il n'en est pas fait état dans des ouvrages tels que Le Petit Robert, le Trésor de la langue française informatisé (TLFi), et le Guide du typographe.

#### Langues
Les noms et adjectifs désignant une langue ou le locuteur d'une langue ne prennent pas de majuscule. Le locuteur d'une langue (un francophone, par exemple) ne doit pas être confondu avec le gentilé (un Français, par exemple). Cela permet, dans certains cas, une meilleure compréhension ; ainsi, « Le Français (un gentilé) est compliqué » ne veut pas dire la même chose que « Le français (la langue) est compliqué ». Ces distinctions apparaissent dans les exemples suivants :
- en perdre son latin ; c'est du chinois ;
- la langue chinoise et les écrits tibétains ;
- le latin a donné les langues romanes ;
- un anglophone, un francophone ;
- certains Français ne parlent pas français ;
- certains Belges ou Canadiens sont francophones ;
- les Anglais ne parlent pas le même anglais que les Américains ;
- certains Yougoslaves parlent le serbo-croate.

#### Pays et noms de régime
Les conventions typographiques sur l’usage des majuscules pour les dénominations désignant le régime politique d’un pays ou d’une zone géographique — telles que : empire, fédération, pays, principauté, province, république, royaume, etc. (termes génériques) — peuvent varier selon l’usage suivi.

##### Usage traditionnel
L’usage traditionnel est celui qui est notamment préconisé dans plusieurs guides typographiques dont notamment le Lexique, le Code typographique, le Mémento typographique ou le Dictionnaire des règles typographiques.
Dans ce cadre, les dénominations de pays ou de zone géographique prennent une majuscule initiale s'ils sont immédiatement suivis d'un nom commun (terme spécifique ou complément du nom générique) ou encore d'un ou de plusieurs adjectifs (eux aussi termes spécifiques) :
- l'Empire romain ;
- la Confédération suisse ;
- la Fédération russe ;
- le Pays gallois ;
- la Principauté andorrane ;
- la Province romaine ;
- la République française ;
- la République arabe unie ;
- la République démocratique du Vietnam ;
- le Royaume franc ;
- la République argentine[g] ;
- l'Union des républiques socialistes soviétiques.

Le même type de dénomination conserve la minuscule au terme générique lorsqu'il est immédiatement suivi d'un nom propre complément (du générique) :
- l'empire de Charlemagne ;
- la fédération de Russie ;
- le grand-duché de Luxembourg ;
- le pays de Galles ;
- la principauté de Monaco ;
- la province de Narbonne dite Narbonnaise (en Gaule romaine) ;
- la république d'Italie ;
- le royaume de Belgique ;
- le royaume des Francs.

Le terme générique garde sa minuscule si le nom composé ne représente pas une entité unique, plus facile à définir avec un article indéfini surtout au pluriel :
- les empires d'Orient et d'Occident ;
- les pays européens ;
- des provinces romaines ;
- des royaumes francs ;
- Jules César dirige l'Empire ;
- un empire est dirigé par un empereur.

Dans les dénominations utilisant un trait d'union, les noms et/ou adjectifs faisant partie du spécifique, prennent une majuscule :
- le Royaume-Uni est appelé officiellement Royaume-Uni de Grande-Bretagne et d'Irlande du Nord ;
- la Haute-Volta ;
- les États-Unis en Amérique du Nord.

Utilisés seuls, les différents génériques se voient appliquer la règle de l’antonomase inverse suivant le sens :
- la République nous appelle ;
- une république n'est pas dirigée par un roi ;
- allons enfants de la Patrie ;
- tout homme aime sa patrie.

##### Usage simplifié
Un usage simplifié, recommandé par la division francophone du Groupe d'experts des Nations unies pour les noms géographiques (GENUNG), la diplomatie et le gouvernement français selon l’arrêté français du 4 novembre 1993, l’Académie française, ou l’Office québécois de la langue française, et utilisé par certains groupes de presses comme Le Monde, préconise de capitaliser le nom propre et de toujours capitaliser le nom générique pour les noms de pays, en particulier les noms officiels :
- la Fédération de Russie ;
- le Grand-Duché de Luxembourg ;
- la République arabe unie ;
- la République démocratique du Congo ;
- la République française ;
- le Royaume de Belgique.

#### Périodes importantes
Dans une dénomination désignant un événement historique, on met une minuscule au nom générique et une majuscule au nom spécifique :
- la monarchie de Juillet ;
- la croisade des Albigeois ;
- la guerre du Golfe ;
- la guerre de Cent Ans.

Lorsqu’il n’y a pas de nom spécifique dans la dénomination historique, le générique prend la majuscule (ainsi que le ou les adjectif(s) qui le précède éventuellement, mais pas le ou les adjectifs qui le suit) :
- l'Antiquité ;
- le Moyen Âge ; jusqu'en 1986 l'Académie écrit moyen âge (Grevisse 1964, § 170 et Grevisse 1986, § 108 b, Grevisse 2011, § 99 b et R18)[32] ;
- le Haut Moyen Âge ;
- le Très Haut Moyen Âge ;
- le Moyen Âge occidental ;
- la Renaissance ;
- la Belle Époque ;
- l’Ancien Régime ;
- la Première Guerre mondiale ;
- la Troisième République.

Les divisions géologiques (ères, périodes, étages) et archéologiques prennent une capitale :
- le Néolithique ;
- le Secondaire ;
- le Crétacé ;
- le Turonien supérieur.

Par contre, les mouvements littéraires (ou philosophiques) et les courants artistiques prennent la minuscule, car ils ne sont pas considérés comme des événements historiques :
- Mouvements littéraires :
  - le classicisme ;
  - le romantisme ;
  - le surréalisme.
- Mouvements philosophiques :
  - le pythagorisme ;
  - le stoïcisme.
- Courants artistiques :
  - le baroque ;
  - le cubisme ;
  - le rococo ;
  - l’impressionnisme.

On emploie une majuscule au premier substantif de la dénomination des grandes manifestations d'ordre artistique, commercial, sportif, etc., ainsi qu’à l'adjectif qui le précède, mais pas à celui qui le suit.
- le Carnaval de Rio[réf. nécessaire] ;
- le Salon du livre de Paris ;
- le Grand Prix de Paris ;
- les Jeux olympiques.

#### Gentilés, membres de dynastie
L'usage général considère que les gentilés (noms des habitants d’un lieu, d’une région, d’une province, d’un pays, d’un continent), les identités nationales ou ethniques et les membres de dynastie constituent des noms propres, qui prennent une majuscule :
- les Toulousains et les Palois d'origine gasconne sont majoritaires ;
- les Suisses ;
- un Parisien ;
- un Asiatique
- à Cayenne, vivent des Français américains, qui sont aussi des Américains français ;
- les Juifs (en tant que peuple mais pas les juifs en tant qu'adeptes de la religion juive) ;
- les Arabes ;
- les Carolingiens succèdent aux Mérovingiens ;
- un Maasaï ;
- un Celte ou un Franc.

Les noms de gentilés, membres de dynastie employés comme adjectifs prennent toujours une minuscule. Il en va de même pour les fidèles d'une idéologie, d'une philosophie :
- la cuisine française est réputée ;
- les communistes ;
- les stoïciens ;
- les platoniciens ;
- la dynastie capétienne ;
- le peuple maasaï ;
- un roi franc ;
- l'art celte.

Les mots composés ayant un rapport avec un gentilé, un membre de dynastie, ne sont pas reliés par un trait d'union quand ils sont formés à la fois d'un nom (substantif prenant une majuscule) et d'un adjectif placé après (prenant une minuscule) :
- les Basques français ;
- les Canadiens français ;
- les Suisses alémaniques ;
- les Belges flamands et les Belges wallons ;
- les Capétiens directs ;
- un Franc salien ;
- le Celte breton ;
- un Maasaï sédentaire.

Les mots composés ayant un rapport avec un gentilé sont reliés par un trait d'union quand ils sont formés soit de deux noms ou de deux adjectifs, soit d’un nom ou d’un adjectif précédés d'un nom de point cardinal (nord, sud, est, ouest).
- les Franco-Italiens ;
- les Gallo-Romains ;
- la frontière franco-allemande ;
- une Nord-Coréenne ;
- une ville nord-africaine.

#### Points cardinaux
Les points cardinaux sont des noms communs invariables et des adjectifs invariables, et prennent donc généralement une minuscule.
- « Le Soleil se lève à l'est et se couche à l'ouest[35] » ;
- « Ce jardin est exposé au nord[35] » ;
- « Les oiseaux se dirigent vers le sud[35] » ;
- « À l'est de l'Allemagne[35] » ;
- « Morlaix est une commune située à l’ouest des Côtes-d'Armor[36] » ;
- « Perdre le nord[37] ».

Ils prennent en revanche une majuscule, quelle que soit leur place dans le texte :
- s’ils font partie d'un toponyme — « Tous les noms propres ou communs, ainsi que les adjectifs, prennent toujours une majuscule. »[38] :
  - l’Amérique du Sud[35] (mais le sud de l'Amérique[35] ou le Sud de l'Amérique[39]),
  - le Sud-Est asiatique[35],
  - le pôle Nord[35],[37],
  - « canton Val de Lorraine Sud »[40]
  - « aire de service de Châtellerault Nord »[38] (toponyme suivi d'un point cardinal)
  - « passage de Drake Nord, Pacifique Sud »[41]
- s’ils indiquent une région[39] :
  - « Le climat du Midi est plus agréable que celui du Nord de la France[35] »,
  - « Le Nord et le Sud de la France offrent de grands contrastes[39] »,
  - « Les envahisseurs venaient du sud[h] tandis que les armées de l'Est[i] attaquaient par le nord[h] »[35],
  - « Dialogue Nord-Sud[37] ».

Selon certaines sources, les points cardinaux prennent une minuscule s'ils sont employés adjectivement (à l'exception des trois cas « pôle Nord », « pôle Sud », « cap Nord » où ils ont fonction de nom propre géographique) : 
- « l'hémisphère nord[39],[42] » ;
- « l’Atlantique nord[39],[43] ».

Selon d'autres sources, « Les points cardinaux s’écrivent aussi avec une majuscule lorsqu’ils font partie d’un nom géographique (ou toponyme), lorsqu’ils désignent une région bien délimitée ou qu’ils ont une fonction de nom propre. » « On met la majuscule aux points cardinaux qui, employés comme noms ou comme adjectifs, désignent une région, un État ou un territoire, un continent ou une portion de continent, une partie quelconque de la terre » :
- « le pôle Nord »[45], « le pôle Sud »[44] ;
- « l’hémisphère Nord »[44], « l’hémisphère Sud »[45],[44] ;
- « l’Atlantique Nord »[44], « l’Atlantique Sud »[45] ;
- « le Grand Nord »[45] ;
- « l’Extrême-Nord canadien »[45] ;
- « communauté de communes du Bassin d'Arcachon Nord Atlantique »[46].

##### Remarques
- « On met une majuscule aux noms propres, non aux adjectifs qui leur sont adjoints (l’Italie méridionale), sauf dans les cas où l’appellation fait office de nom propre, de quasi nom composé[36] » : « le Grand Nord[36] ».
- On écrit « porte nord » avec une minuscule si la porte est située au nord (d'une ville, d'une enceinte, d'un bâtiment, etc.) sans pour autant que cela soit son nom (ici nord est un adjectif) ;
- mais « porte Nord » avec une majuscule si la porte s'appelle Nord au même titre que la porte Dorée de Paris s'appelle Dorée (la porte Dorée de Paris n'est pas de couleur dorée ; c'est simplement son nom).
- On écrit « pôle Nord » avec une majuscule lorsque l'on parle du pôle géographique ;
- mais « pôle nord » avec une minuscule lorsqu'il s'agit du pôle d'un aimant[47].

#### Madame, mademoiselle et monsieur

##### Historique
Les règles pour les mots madame, mademoiselle et monsieur sont complexes. Historiquement, l'usage de la majuscule est destiné à marquer dans le discours direct le nom propre d'une personne, celui-ci pouvant comporter plusieurs mots : un patronyme, un prénom, avec des attributs comme un titre, une qualité, un surnom (Philippe le Hardi, Gatsby le Magnifique) qui portent alors tous une majuscule. Lorsqu'il n'y a pas d'ambiguïté, le prénom et le patronyme peuvent se trouver sous-entendu pour ne conserver qu'un attribut qui formera à lui seul le nom propre, et conservera sa majuscule. La distinction entre par exemple un titre qui désigne en propre une personne (le Roi, le Comte, le Maréchal, le Président), et le même titre qui la désigne en général (le roi, le comte, le maréchal, le président), est assez subtile à faire.
Jean-Charles de Laveaux indique en 1846 dans son Dictionnaire raisonné des difficultés grammaticales et littéraires de la langue française : « Quand on adresse la parole à une personne ou à un être quelconque, le nom qui désigne cette personne ou cet être, fût-il appellatif, doit avoir une majuscule. C'est par la même raison qu'on écrit avec une majuscule Monseigneur, Monsieur, Madame, Mademoiselle en adressant la parole aux personnes. Hors ce cas, on n'emploie point la majuscule et on écrit « j'ai remis votre lettre à monsieur, à madame, à sa majesté. » […] Nous convenons que, quand les majuscules sont nécessaires pour prévenir une équivoque, on fait fort bien de les employer ; mais nous pensons qu'excepté ces cas, qui n'ont lieu que dans un très petit nombre de mots et ceux où les lettres sont prescrites par un usage uniforme et constant, on fait fort bien de les supprimer, et qu'il n'y a rien dans cette suppression qui puisse révolter la raison. »
De même pour Caspar Hirzel dans sa Grammaire pratique française (1869) : « On écrit avec une lettre majuscule les mots Monseigneur, Monsieur, Madame, Mademoiselle quand on les adresse à une personne. Par exemple : « Je vous prie, Monsieur, de communiquer cela à vos amis. » On traite de même les titres de Majesté, Altesse, Excellence, Grandeur et autres semblants. Mais on écrira : « Remettez cette lettre à monsieur R. » »
À la même époque, Émile Littré, dans son dictionnaire, n'utilise pas de majuscule de déférence. La majuscule n'est imposée que dans l'emploi où Monsieur n'est plus un nom commun mais désigne le frère du roi.
Cet usage s'est peu à peu perdu dans le temps, tant du fait de l'expansion éditoriale que de la généralisation des formes abrégées M., Mlleet Mme, toujours pourvues d'une majuscule. Ainsi, Grevisse écrit dans Le Bon Usage :

« Quand on s'adresse à une personne par écrit, on met ordinairement la majuscule à Monsieur, Madame, Mademoiselle, Monseigneur, Maître, Docteur, Sire et aux noms des dignités, titres, fonctions. Lorsqu'on reproduit par écrit des paroles prononcées, l'usage est assez flottant, mais la minuscule l'emporte. Monsieur, Madame, Mademoiselle, Monseigneur s'écrivent souvent avec une majuscule à propos de personnes dont on parle, surtout si on croit leur devoir de la déférence et quand les mots ne sont pas suivis du nom propre. »

Albert Doppagne reste aussi prudent :

« Quand il s'agit d'un supérieur ou d'une personne que l’on désire honorer, l'usage recommande d'user de la majuscule pour le terme qui exprime la qualité de cette personne dans les textes qui lui sont adressés. Pour certains termes (monsieur, madame, docteur, maître) la question se double du problème de l'abréviation. Vous choisirez d'écrire Cher Monsieur ou Cher monsieur selon que vous voulez honorer plus ou moins votre correspondant. Signalons cependant que l'usage de la majuscule se généralise pour éviter que la minuscule ne soit interprétée comme une marque de mépris. Quand on parle d'un tiers, on reste parfaitement libre : J'ai vu monsieur Dubois ou J'ai vu Monsieur Dubois. Une troisième possibilité s'offre à nous et elle réunit la majorité des suffrages : J'ai vu M. Dubois ». »

Tout en reconnaissant qu'« il ne s'agit pas toujours d'une règle figée et son usage, comme celui de la langue en général, évolue. Cet usage est même parfois flottant, et les codes typographiques eux-mêmes divergent sur bien des points », de nombreux grammairiens préconisent l'usage modéré de la majuscule afin de préserver cette notion de déférence,, ce que Doppagne résume ainsi : 

« Que la publicité abuse de la majuscule, rien de plus facile à comprendre : le procédé est vraiment peu coûteux. En outre, il est insidieux. C'est une publicité indirecte, excellente. Dans les rapports entre les hommes, on devine ce que la majuscule peut apporter : d'un homme, elle fera un seigneur ! Le simple monsieur devient de plus en plus Monsieur, titre, à l'origine, réservé au frère du roi ! […] De détail graphique qu'elle était au départ, la majuscule devient un élément important dont on note les répercussions tant dans le domaine économique que dans les relations sociales. Mais on peut voir aussi où conduit l'abus de la majuscule : multipliée sans raison, elle perd fatalement de son pouvoir ; elle voulait apporter de la clarté, elle risque de provoquer la confusion ; son emploi était rationnel, il devient ridicule. Mettre la majuscule à tous les mots équivaut à se passer de ses services : autant vaudrait la supprimer, ce que font certains. Et il ne faut pas chercher très loin pour trouver des illustrations de ces deux tendances. La majuscule apparaît donc comme une aide précieuse dont il ne faut pas abuser et qu'il ne faut pas négliger. La prodiguer émousse sa valeur ; l'ignorer paralyse l'expression. De là l'importance de son emploi judicieux. »

##### Règle générale
Dans le texte courant, les mots madame, mademoiselle et monsieur s’abrègent généralement lorsqu'ils sont suivis d'un nom de personne ou de qualité, en Mme, Mlleet M., et au pluriel en Mmes, Mlles et MM.
Albert Doppagne précise que « l'abréviation est permise et tout à fait courante quand on parle d'un tiers, mais elle est absolument proscrite pour désigner le destinataire du message : « Cher M. Dubois » pourrait être ressenti comme grossier ou tout au moins impoli. Une tradition de politesse estime que, dans un texte suivi, madame ou mademoiselle ne s'abrègent pas » ».
Les abréviations « Mr » et « Mrs » pour monsieur et messieurs, utilisées jusqu'au milieu du XIXe siècle, sont généralement considérées aujourd'hui comme fautives.
Lorsqu'ils sont écrits au long (c'est-à-dire en entier), le Lexique préconise la majuscule quand :
- ils constituent un titre honorifique consacré par l'Histoire :
  - « Madame Mère » ;
  - « Monsieur, frère du roi ».
- ils constituent le premier mot d'un titre d'ouvrage :
  - « En 1857, paraissait Madame Bovary. ». On peut toutefois écrire « La Soirée avec M. Edmond Teste de Paul Valéry ».

Il préconise la minuscule quand :
- les mots sont inclus « dans le corps d'une lettre, d'une circulaire, de faire-part divers ou d'autres formules de correspondance » :
  - « Veuillez agréer, monsieur, l'expression… ».
- on emploie la forme de politesse à la troisième personne (et plus généralement quand on s'adresse à la personne) :
  - « Non madame, monsieur n'est pas encore rentré. » ;
  - « Je vous écoute, madame. »

En revanche, le Guide du typographe préconise la majuscule dans ces mêmes cas :
- « Veuillez agréer, Madame, l'assurance… » ;
- « J'ai l'honneur d'annoncer à Monsieur que le carrosse de Monsieur est avancé. »

Dans les autres cas, ces mots prennent une minuscule, notamment quand :
- ils sont utilisés comme noms communs :
  - « C'est un vilain monsieur[58]. »
- on s'adresse à la personne dans un dialogue :
  - « D'ailleurs, mademoiselle Marie, je prescris à Mme Richard quelques jours de repos complet à la montagne[57]. » (où l'on peut noter l'abréviation dans le texte, s'agissant de Mme Richard, à qui le dialogue ne s'adresse pas).

#### Fonctions et titres civils
Les mots caractérisant une fonction ou un titre civil ou administratif prennent généralement une minuscule :
- le président-directeur général de la société Untel ;
- le gérant du magasin ;
- le secrétaire général de l'association ;
- le président de la République[61].

Dans le Journal officiel de la République française, les titres uniques prennent la majuscule, mais pas les noms de ministère :
- le Président de la République ;
- le Premier ministre ;
- ministre des affaires étrangères et européennes.

Mais les publications non officielles utilisent souvent une majuscule pour les mots caractérisant la fonction d'un ministre car c'est là sa caractéristique et en quelque sorte son nom propre, elles conservent la minuscule pour le titre lui-même (ministre) :
- le ministre de la Santé ;
- le ministre des Transports ;
- le secrétaire d'État au Commerce.

Quand plusieurs éléments différents ont fusionné en un seul titre, la règle du parallélisme implique que l'on mette alors une majuscule à tous ces éléments (ou aucune) :
- le ministre délégué à la Sécurité sociale, aux Personnes âgées, aux Personnes handicapées et à la Famille ;
- le ministre délégué à la cohésion sociale et à la parité.

##### Cas particuliers
- Le Premier ministre[61]
Au Canada, le terme s’écrit tout en minuscules, sauf lorsqu'on s'adresse par écrit directement à la personne auquel cas il prend deux majuscules[62]. Exemples :
  - le premier ministre du Québec ;
  - Monsieur le Premier Ministre.
- Voir aussi la section « Fonctions et titres civils » des recommandations typographiques.

#### Religion

##### Noms de religions et leurs membres
Les noms de religions ainsi que leurs membres prennent toujours la minuscule : 
- le bouddhisme, le catholicisme, l'islam, le judaïsme ;
- les bouddhistes, les catholiques, les musulmans, les protestants, les juifs (juif s'écrit en minuscule quand on parle de la religion, mais avec une majuscule quand on parle du peuple juif : les Juifs)

##### Les dirigeants et leurs hiérarchies
Le titre de fonction des dirigeants et de leurs hiérarchies, lorsqu'il désigne une personne précise en se substituant à son nom propre prend une majuscule, mais utilisé au sens généraliste, le titre de la fonction prend toujours la minuscule :
- au Moyen Âge le pape sacre les rois ; en 800, le pape couronne Charlemagne ;
- les cardinaux élisent le pape ; le cardinal de Richelieu est soutenu par Marie de Médicis ;
- dans l'Église catholique, archevêque est un titre honorifique ; en 2010, l’archevêque de Paris[réf. nécessaire], dans une lettre pastorale, écrit… ;
- le rabbin, l’imam ;
- les dalaï-lamas ; le dalaï-lama (Tenzin Gyatso, en 2017).

Si on s'adresse à ces mêmes personnes oralement (transcrit), ou par écrit, le titre de fonction prend une majuscule :
- pour un abbé crossé et mitré, Mon Révérendissime Père ;
- pour un archevêque, Monseigneur, Votre Excellence (Son Excellence) ;
- pour un aumônier, Monsieur l'Aumônier ;
- pour un cardinal, Monsieur le Cardinal, Votre Éminence (Son Éminence) ;
- pour un chanoine, Monsieur le Chanoine ;
- pour un curé, Monsieur le Curé ;
- pour un évêque, Monseigneur ;
- pour un général des jésuites, Mon Très Révérend Père ;
- pour un imam, Monsieur l'Imam ;
- pour un pape, Très Saint Père, Votre Sainteté (Sa Sainteté) ;
- pour un pasteur, Monsieur le Pasteur ;
- pour un rabbin, Monsieur le Rabbin ;
- pour une religieuse, Ma Mère, Ma Sœur ;
- pour un supérieur de couvent ou de Maison provinciale, Mon Révérend Père ;
- pour une supérieure de couvent ou de Maison provinciale, Ma Révérende Mère ;
- pour un supérieur général de l'ordre des bénédictins, Révérendissime Père Abbé ;
- pour un supérieur général de l'ordre des dominicains, Mon Très Révérend Père.

De plus en plus de religieux se font appeler plus simplement « Père, Mère » ou « Mon Père, Ma Mère ». Ces formules sont à employer seulement pour les personnes qui vous en ont fait personnellement la demande.

##### Textes sacrés
Les noms des textes sacrés prennent une majuscule :
- la Bible ;
- les Évangiles ;
- la Genèse ;
- les Écritures saintes, les Écritures (dans le même sens) ;
- Le Coran ;
- la Tora ou la Torah, Thora.

##### Église
Le mot « église » prend une minuscule pour désigner un bâtiment mais une majuscule pour désigner une institution. Cette règle s’applique au pluriel :
- l’Église catholique[63] ;
- les Églises du monde ;
- l’église du village ;
- les églises de Paris.

Dans les toponymes (noms de lieu) et les odonymes (voies de circulation), seul le terme spécifique prend la majuscule initiale, le terme générique, pour sa part, conservant la minuscule :
- la rue de l'Église ;
- la place de l'Église ;
- le village de Colombey-les-Deux-Églises.

##### Fêtes religieuses
Les noms de fêtes religieuses prennent une majuscule. Si le nom de la fête est suivi d'un adjectif, ce dernier prend une minuscule. Mais s'il est précédé d'un adjectif, ce dernier prend une majuscule :
- le Noël (désigne la fête de la nativité du Christ) ;
- la Noël (désigne la forme de la[Quoi ?] fête qui en découle) ;
- le Noël orthodoxe ;
- le Vendredi saint ;
- la Saint-Valentin[Quoi ?].

Les noms de fêtes religieuses composés de deux noms prennent une minuscule au générique et une majuscule au spécifique :
- le lundi de Pâques ;
- l'Épiphanie, appelée aussi le jour des Rois ;
- le mercredi des Cendres.

En revanche, les noms des temps liturgiques prennent une minuscule :
- le carême ;
- l’avent ;
- le ramadan.

##### Dieu
Dans les religions monothéistes, le terme dieu est devenu un nom propre (antonomase inverse) puisqu’il ne désigne plus qu’une seule entité unique (ainsi que tous les autres termes qui le désignent) ; il prend donc une majuscule.
- Zeus est le roi des dieux dans la mythologie grecque ;
- la Bible nous parle de Dieu ;
- Yahvé ;
- Jéhovah ;
- Allah ;
- le Saint-Esprit ;
- le Grand Architecte de l'Univers.

Dans le même esprit, pour certains termes désignant une entité ayant un rapport avec Dieu, la règle s'applique :
- le Christ (désignant Jésus mis en croix) ;
- la Vierge (désignant Marie mère de Jésus) ou la Sainte Vierge ;
- le Diable (désignant l'ange déchu) ;
- la Terre sainte ou Terre Sainte, désigne les pays où Jésus vécut. En revanche, dans une expression comme « refuser d'enterrer les excommuniés en terre sainte », il y a lieu d'utiliser une minuscule.

##### Saints
Quand on parle de la personne, le mot saint est un adjectif, qui suit donc les règles pour les adjectifs. Il ne prend pas de majuscule. La même règle est valable pour les dénominations, moins fréquentes, de « vénérable » et « bienheureux ». Par ailleurs, on ne met pas de trait d'union. On peut éventuellement abréger « saint » en « St » (auquel cas le S est en majuscule), toujours sans trait d'union :
- l'apôtre saint Paul ;
- St Paul.

On écrit toutefois Sainte Vierge. Certains grammairiens comme Adolphe Victor Thomas font aussi une exception de Saint Louis (Louis IX), probablement par imitation des autres surnoms de souverain, qui prennent la majuscule : Philippe le Bel, Charles le Chauve.
Par contre, dans les noms de lieux, de fêtes (sauf les fêtes fictives qui prennent le trait d'union, mais pas la majuscule), d'églises, d'institutions, il est intégré au nom du saint. Il prend donc une majuscule, et est lié avec un trait d'union à ce nom :
- le col du Grand-Saint-Bernard ;
- la Saint-Valentin, mais la saint-glinglin ou la sainte-paie ;
- l'église Saint-Pierre ;
- la ville de Saint-Étienne[65].

Enfin, en cas d'antonomase, surtout pour les vins (saint-émilion) et les fromages (saint-paulin), ainsi que quelques autres noms (saint-bernard [chien], saint-honoré [pâtisserie], saint-pierre [poisson], etc.), le nom obtenu est un nom commun, et ne doit donc plus prendre de majuscule.

#### Titres d’œuvres ou de périodiques
La règle générale dit que, pour un titre d'œuvre ou de périodique, les règles applicables aux noms propres s'appliquent et que les mots autres que les noms propres ne prennent une majuscule que s'ils sont le premier mot du titre. Par exemple : Mon oncle, Une saison en enfer ou Voyage au centre de la Terre. Grevisse est à cet égard le plus radical : il indique dans Le Bon Usage que « pour éviter l'arbitraire et les discordances, l'usage le plus simple et le plus clair est de mettre la majuscule au premier mot seulement, quel qu'il soit. » (p. 123).
Les conventions d'usage des majuscules pour les titres d'œuvres restent mal établies. Par exemple, les règles typographiques édictées par le Lexique sont contredites dans certains cas par l'usage flottant et parfois excessif de la capitalisation parmi les éditeurs. Jacques Leclerc indique à ce sujet que : « sur la couverture d’un livre, par exemple, le graphiste peut décider de n'employer que des bas-de-casse (minuscules d’imprimerie), même dans les noms propres ; il peut mettre des majuscules à tous les mots ou même utiliser systématiquement les capitales sur toute la page. […] Il ne convient pas, dans un texte, de restituer l’effet visuel, esthétique ou calligraphique, car il faut demeurer fonctionnel et neutre. Pour cette raison, on ne doit jamais se fier à la façon dont on a orthographié ou présenté le titre d'un livre ou d'une revue sur la page de couverture, voire le titre d’un film dans le générique. Il est préférable d'appliquer intégralement les règles de la majuscule, qui régissent l’emploi des titres dans un texte ».

##### Règles traditionnelles
Les règles traditionnelles d’usage des majuscules pour les titres d’œuvres varient selon les cas de figure.
Si le titre commence par un article indéfini (un, une, des) ou une préposition, alors seul le premier mot prend une majuscule :
- À la recherche du temps perdu
- Un taxi mauve

Si le titre forme une phrase, alors seul le premier mot prend une majuscule :
- Faut pas prendre les enfants du bon Dieu pour des canards sauvages
- La guerre de Troie n'aura pas lieu
- Le soleil se lève aussi
- Le train sifflera trois fois

Si le titre est composé seulement d'un adjectif suivi d'un substantif, alors le substantif prend également une majuscule :
- Tendre Voyou
- Tristes Tropiques

Si le titre est composé seulement de deux substantifs successifs, alors chaque substantif prend une majuscule :
- Paris-Presse
- France-Soir

Si le titre commence par un article défini (le, la, les) et qu'il ne constitue pas une phrase verbale :
- alors le premier substantif prend une majuscule :
  - Les Liaisons dangereuses
  - L'Homme qui rit
  - La Liberté éclairant le monde
  - Le Beau Danube bleu
- tout adjectif ou adverbe précédant le premier substantif prend alors une majuscule :
  - Le Grand Meaulnes
  - Les Très Riches Heures du duc de Berry
  - Les Cinq Dernières Minutes

Si le titre est constitué de substantifs énumérés ou mis en opposition (et, ou, ni), chaque substantif prend une majuscule :
- La Belle et la Bête
- Le Renard, le Loup et le Cheval
- Guerre et Paix
- Néanmoins, on écrira : Être et avoir, « avoir » étant un verbe et non un substantif.

En cas de sous-titre, les principes précédents s'appliquent à chaque partie :
- Le Barbier de Séville ou la Précaution inutile
- Candide ou l’Optimisme
- Émile ou De l'éducation

Les titres professionnels (« professeur », « docteur », « avocat », etc.), officiels (« ministre », « député », « président », etc.), religieux (« abbé », « rabbin », etc.) ainsi que les grades militaires (« général », « capitaine », etc.) ou honorifiques (« chevalier », « commandeur », etc.) prennent une minuscule sauf lorsqu'ils sont placés en début de titre.
- Les Quatre Filles du docteur March
- La Faute de l'abbé Mouret

Quand l'auteur a clairement choisi une typographie originale, il est préférable de la respecter si cette graphie est justifiée. Exemple : eXistenZ de David Cronenberg.
- L'Université Laval précise cependant : « Au cinéma, on peut même non seulement privilégier la couleur, mais surtout le mouvement et toutes sortes d’effets visuels laissés à l’imagination de l’artiste. On comprendra que le graphiste ou l’artiste a tout avantage à jouer sur les formes graphiques, notamment les majuscules, les capitales, les bas de casse, l'esperluette (&), etc. Il s'agit là de procédés strictement calligraphiques qui ne tiennent pas nécessairement compte des règles relatives aux titres[69]. »

##### Règles simplifiées
Des règles simplifiées pour les titres d’œuvres, s’appliquant à tous les cas de figure, sont aussi dans l’usage.
La majuscule est limitée au premier mot du titre, quel qu’il soit, ainsi qu’aux noms propres figurant dans ce titre.
- Les misérables
- La symphonie pastorale
- À l'ombre des jeunes filles en fleurs
- Du côté de chez Swann
- Le pain noir
- Les grands cimetières sous la lune

Dans une phrase, lorsque le mot commençant le titre est élidé ou supprimé, le premier mot cité prend la majuscule,  : « J’ai relu quelques chapitres des Misérables ».
Pour Guéry, « s’il s’agit d’un titre constitué de deux titres reliés par et, ou par ou, on met une capitale à la première lettre de chacun des titres ».
Pour Doppagne, la majuscule au seul premier mot s’applique aussi aux titres en deux parties, donnant comme exemple Le rouge et le noir.
Les titres de journaux et périodiques font exception à ces règles, correspondant plus ou moins à des noms propres. Selon certains, ceux-ci gardent leur majuscule au substantif : le Soir, le Monde, la Presse, la Revue musicale. Pour d’autres, ils prennent une majuscule au premier mot, au premier substantif et, le cas échéant, à un adjectif précédant ce substantif : Le Soir, Le Monde, La Presse, La Revue musicale.

#### Sigle
Qu'il soit écrit en minuscule ou en capitale, le sigle suit les règles d'usage des majuscules applicables aux noms propres.

#### Jours de la semaine et mois de l'année
À l'inverse des règles typographiques utilisées en anglais, les noms de jours ou de mois ne prennent pas de majuscule en français.
- Le mardi 25 décembre.
- Le krach du 24 octobre 1929 est appelé le jeudi noir.
- Le dimanche de la Toussaint, le lundi de Pâques et le Vendredi saint (notez la majuscule dans ce dernier exemple, en accord avec la règle typographique pour les fêtes religieuses).

#### Nomenclature zoologique
« Le nom générique (d’une espèce), quelle que soit sa position dans le nom vernaculaire, ainsi que tout autre mot, nom ou adjectif, placé au commencement du nom vernaculaire, s'écrivent avec une majuscule. »